# Arnout Coninx
Arnout Coninx (1548–1617) was een drukker en boekhandelaar in Antwerpen van 1579 tot zijn dood in 1617. In 1586 kreeg hij een boete voor drukken zonder toelating, en in 1591 werd hij het voorwerp van een onderzoek naar verkoop van verboden boeken. Na de Val van Antwerpen in 1585 kregen protestanten vier jaar de tijd om hun zaken te regelen; nadien moesten ze vertrekken of zich met de Katholieke Kerk verzoenen. Coninx wachtte tot 1590 om zijn bekering tot het katholicisme te registreren.

## Publicaties
- 1584: Desiderius Erasmus, Moriae Encomion. Dat is: Eenen Loff der Sotheyt – Lees op Google Books
- 1586: Marcus Aurelius, T'Gulde-boec van den loflijken keyser ende welsprekenden oratoor Marcus Aurelius – Lees op Google Books
- 1591: Jan van der Noot, De poeticsche werken van myn heer vander Noot – Lees op Google Books
- 1594: Leon De Meyere, Prosopopée d'Anvers à la bienvenue du Sérénissime prince Ernest par la grâce de Dieu archiduc d'Autriche, etc., lieutenant gouverneur et capitaine général des Pays-Bas
- 1606: Philips Numan, Miracles lately wrought by the intercession of the Glorious Virgin Mary at Mont-aigu, nere unto Sichen in Brabant, translated by Robert Chambers
- 1608: Jean Zuallart, Le très dévot voyage de Jérusalem – Lees op Google Books
- 1615: Jan Franco, Ephemeris metheorologica. Seer schoone declaratie vande revolutien ende inclinatien van desen [...] jaere ons Heeren. M.D.C.XV.